# Joe Maini
Joe Maini (* 8. Februar 1930 als Joseph Maini Jr. in Providence, Rhode Island; † 7. Mai 1964) war ein US-amerikanischer Jazzsaxophonist (Altsaxophon, Tenorsaxophon) des Modern Jazz. 
Maini stammt aus einer musikalischen Familie; sowohl sein Vater als auch sein Sohn spielten italienische Volksmusik. Nachdem er Unterricht auf dem Altsaxophon hatte, wurde er 1947 Berufsmusiker. Zu Beginn seiner Karriere spielte Joe Maini 1948 mit Alvino Rey und Johnny Bothwell, 1949 mit Jimmy Zito und ab 1950 bei Claude Thornhill. Ab Mitte der 1950er Jahre arbeitete er als freiberuflicher Musiker in Hollywood und machte unter anderen Aufnahmen mit Kenny Drew, Terry Gibbs, Bill Holman, Jimmy Knepper/Charles Mingus, Red Mitchell, Jack Montrose, Jack Sheldon und begleitete die Sängerinnen Lena Horne und June Christy. 1955 war er Gründungsmitglied der Formation Shelly Manne & His Men. 1964 wirkte er als Erster Altsaxophonist bei Louie Bellson und war auch in den Bands von Gerald Wilson aktiv.
Maini verstarb im Alter von 34 Jahren in Los Angeles. In verschiedenen Quellen wird angegeben, dass er Experimenten mit "Russischem Roulette" zum Opfer fiel, seine Familie und einige Personen, die bei seinem Tod anwesend waren, bestanden darauf, dass es sich um einen Unfall bei Schusswaffen-Experimenten handelte.
44 Jahre nach seinem Tod brachte Lone Hill Jazz eine 4-CD-Box mit seinen Combo-Aufnahmen als Bandleader heraus. 

## Diskografie
- Jazz Workshop Presents: Jimmy Knepper (Debut, 1957), veröffentlicht als Debut Rarities, Vol. 1
- Terry Gibbs: Dream Band (Contemporary, 1959)
- Bill Holman: Great Big Band (Creative World, 1960)
- Shelly Manne: The West Coast Sound
- Red Mitchell: Jam For Your Bread (Affinity, 1955)
- Jack Montrose: Blues and Vanilla (Fresh Sound)